# Серноводская пещера
Серноводская пещера — пещера, расположенная на одном из склонов Серноводской возвышенности, Самарская область.
Пещера является памятником природы.

## Месторасположение
Самая протяжённая пещера Самарской области, располагается в Кинельско-Ярском районе, Соко-Шешминского округа, карстово-спелеологической области Южно-Татарского свода и Сокской седловины.
Находится пещера в 1 км от посёлка Серноводск Сергиевского района Самарской области, в верховье Извесошного оврага на западном склоне Серноводской возвышенности. Недалеко от пещеры находится дубовая роща. Пещера имеет научно-познавательное значение, и её охранную зону запрещено нарушать. Ответственный за обеспечение сохранности пещеры — дирекция подсобного хозяйства завода «Экран».

## Характеристика пещеры
Пещера является понорной, лабиринтовой, гротово-трещинной (система разноориентированных, взаимно пересекающихся трещин, осложнённых обвальными гротами и гротами-расширениями на пересечении трещиноватости). Хемогенные образования не ярко выражены.
В геоморфологическом отношении расположена на склоне водораздела реки Сок, в пределах карстового поля. Вход чечевицеобразной формы размером 0,4 на 2 м заложен на дне карстовой воронки. Вмещающие породы — гипсы Р2kz2.
Морфометрические параметры: длина пещеры — 573 м, глубина составляет — 5,7 м, площадь — около 390 м², объём — 468 м³, амплитуда — 6 м.
Во время биоспелеологического обследования обнаружена зимовка летучих мышей (бурый ушан) и насекомых.

## Описание пещеры
Впервые пещера была описана в 1907 году. Горный инженер М. С. Сергеев смог изучить пещеру и её описать. Но он смог пройти только 50 м. В 1968 году спелеологи туристского клуба города Самары обследовали пещеру и составили её план. Первая съёмка пещеры проведена в 1971—75 гг. спелеологами Куйбышевской областной спелеосекцией «Жигули»: В. Букиным, Е. Дичинским, В. Евстигнеевым, Е. Викуловым, А. Бирюковым, Г. Кузнецовой, О. Привольневым, Н. Шмельковой, О. Люлюкиной, Л. Поясок, А. Шароновой, М. Алтынбаевым и др. В 1974 году группа под руководством Е. Д. Дичинского открыла и расчистила справа от входа новую систему ходов.
Пещера проходимая, сквозная. Пещера сухая, капёж со свода редок. Весенние воды через вход пещеры поглощаются отложениями зала. Имеет два входа:
- один расположен на дне небольшого карстового провала. Попасть в этот провал можно только ползком (проползти нужно около 3 м.);
- другой — также в карстовой воронке за полем, расположенном за лесхозом, на уровне метеостанции (примерно в 500—600 метрах севернее). Над этим входом в пещеру размещена известняковая плита естественного происхождения, которая значительно осела. Вход в пещеру зарос и практически не просматривается.

Общее расстояние между входами более двух километров по прямой.
Главный вход простирается на северо-восток почти на 70 м. Он часто пересекается трещинами и ходами разной ширины. Некоторые ходы заканчиваются тупиками в плотных породах, другие — в обвалах. Сразу после входа в пещеру слева имеется обрыв неизвестной глубины.
По ходу есть расширения — залы, которые завалены глыбами доломита и гипса. В двух местах, через днища соседних провальных воронок, пробивается сверху дневной свет. После узкого и низкого входа пещера постепенно увеличивается в объёме, и дальше можно идти в полный рост.
Пещера представляет собой два зала, соединяющиеся узким коридором. В первом «зале» высота 3—4 метра, во втором — 5—6 метров. Первый зал больше второго: длина 16 м, ширина 10 м, высотой 3 м, площадь 114 м², объём 224 м³. Из второго зала ведут несколько узких проходов, которые частично засыпаны, обвалены. В привходовых и средних частях имеются многочисленные надписи на сводах, некоторые датируются XIX — началом XX века, стены закопчены.
Исследователи считают, что на глубине около 70 м находится «подвальный» этаж пещеры. На этом уровне нефтяники встречали в ближайших скважинах обширные карстовые пустоты. Из донных отверстий (поноров) близлежащих провальных воронок постоянно тянет прохладный воздух.